# Zyginidia younasi
Zyginidia younasi är en insektsart som först beskrevs av M. Firoz Ahmed och Samad 1980.  Zyginidia younasi ingår i släktet Zyginidia och familjen dvärgstritar.
Artens utbredningsområde är Pakistan. Inga underarter finns listade i Catalogue of Life.